# Petaurus abidi
Espèce
Statut de conservation UICN

 CR B1ab(iii,v) : 
En danger critique
Petaurus abidi, communément appelé Planeur nordique est une espèce de petits marsupiaux arboricoles de la famille des Petauridae. Cette espèce est endémique de Papouasie-Nouvelle-Guinée et vit dans les savanes sèches.